# Связь в Нигерии
Связь в Нигерии (англ. Telecommunications in Nigeria) — связь в Нигерии бурно развивается, в стране свыше 200 миллионов абонентов мобильной связи.

## Телефонные линии

### Фиксированные линии
107.031 абонентов (оценка на 2020 г.)
Место страны в мире: 135

### Абоненты мобильной связи
204.228.678 абонентов (оценка на 2020 г.) 
Место страны в мире: 7

## Телефония
Общая информация: один из крупнейших телекоммуникационных рынков в Африке; большинство подключений к Интернету осуществляется через мобильные сети; высокий уровень проникновения мобильной связи из-за использования нескольких SIM-карт и телефонов. (2022)
Внутренние вызовы: абонентская база фиксированной связи остается менее 1 на 100 человек; услуги сотовой связи быстро растут, отчасти из-за недостатков сети фиксированной связи; несколько операторов сотовой связи работают на национальном уровне с абонентской базой более 99 на 100 человек (2020 г.)
Международные вызовы: телефонный код страны — +234.

## СМИ
Свыше 100 национальных и региональных телеканалов, контролируемых федеральным правительством; во всех 36 штатах есть телестанции; работают несколько частных телестанций; доступны абонентские услуги кабельного и спутникового телевидения; сеть контролируемых федеральным правительством национальных, региональных и государственных радиостанций; примерно около 40 государственных радиостанций обычно транслируют свои собственные программы, за исключением выпусков новостей; около 20 частных радиостанций; доступны передачи международных вещателей; процесс перехода на цифровое вещание завершён в трёх штатах в 2018 году. (2019 г.)

## Интернет

### Интернет-домен
.ng

### Интернет-хосты
1.378 (на 2010 год)
Место страны в мире: 163

### Интернет-пользователи
Всего: 74 210 251 (оценка на 2020 г.)
Процент населения: 36 % (оценка на 2020 г.)
Сравнение страны с миром: 11